# Lycée Thibaut-de-Champagne
Le lycée Thibaut-de-Champagne, établissement d'enseignement secondaire et supérieur public de l'académie de Créteil, s'élève dans la ville-haute de Provins, au 3 rue du Collège à côté de la collégiale Saint-Quiriace. Une partie du lycée est située dans l'ancien Palais des comtes de Champagne du XIIe siècle qui domine la vallée du Durteint et de la Voulzie. Son origine remonte au XVIe siècle et il était alors situé dans la ville basse de Provins. Le lycée porte actuellement le nom d'un de ses anciens destinataires, le comte Thibaut IV de Champagne (appelé aussi par son titre royal de Thibaut Ier de Navarre) dit « Le Chansonnier », grand suzerain et trouvère. Il accueille environ 1023 élèves, du lycée aux classes de BTS.

## Histoire
L'établissement d'enseignement fut fondé en 1556 par une assemblée séculière et ecclésiastique des habitants de Provins. Cette création fut confirmée le 7 décembre 1566 par des lettres patentes de Charles IX malgré l'opposition de l'Université de Paris et du cardinal de Pellevé, archevêque de Sens. À son origine, le collège est cogéré par les maires et échevins de Provins et par l'archevêché de Sens. Depuis 1620, les enseignements se font dans l'ancien Palais des comtes de Champagne  qui appartenait encore au roi de France. L'éducation s'effectue jusqu'en cours de philosophie (classe de terminale dans le cours classique). Après de longs problèmes financiers et de gestion, la ville cède le collège à la congrégation de l'Oratoire en 1670. Les oratoriens gèrent l'établissement jusqu'en 1792, date de la suppression des congrégations à la Révolution. Il est alors à nouveau géré par la ville. À la suite de la Restauration, le collège communal devient en 1822 un collège mixte (école et séminaire) dépendant de l'évêque de Meaux. Il redevient collège communal en 1836 avec une école primaire supérieure. Le collège de Provins forme ses premiers bacheliers en 1878. De 1883 à 1884, le collège est fortement restauré, les bâtiments médiévaux sont reliés entre eux. Le lycée est inscrit au titre des monuments historiques en 1931. Il est agrandi ensuite en 1963 par un long bâtiment moderne en arc le long du sentier du Rubis. Une nouvelle rénovation conduite par Pascal Prunet, architecte en chef des Monuments historiques, a lieu entre 2007 et 2013 financée à une hauteur de 40 millions d'euros par la Région Île-de-France.

## Le lycée aujourd'hui

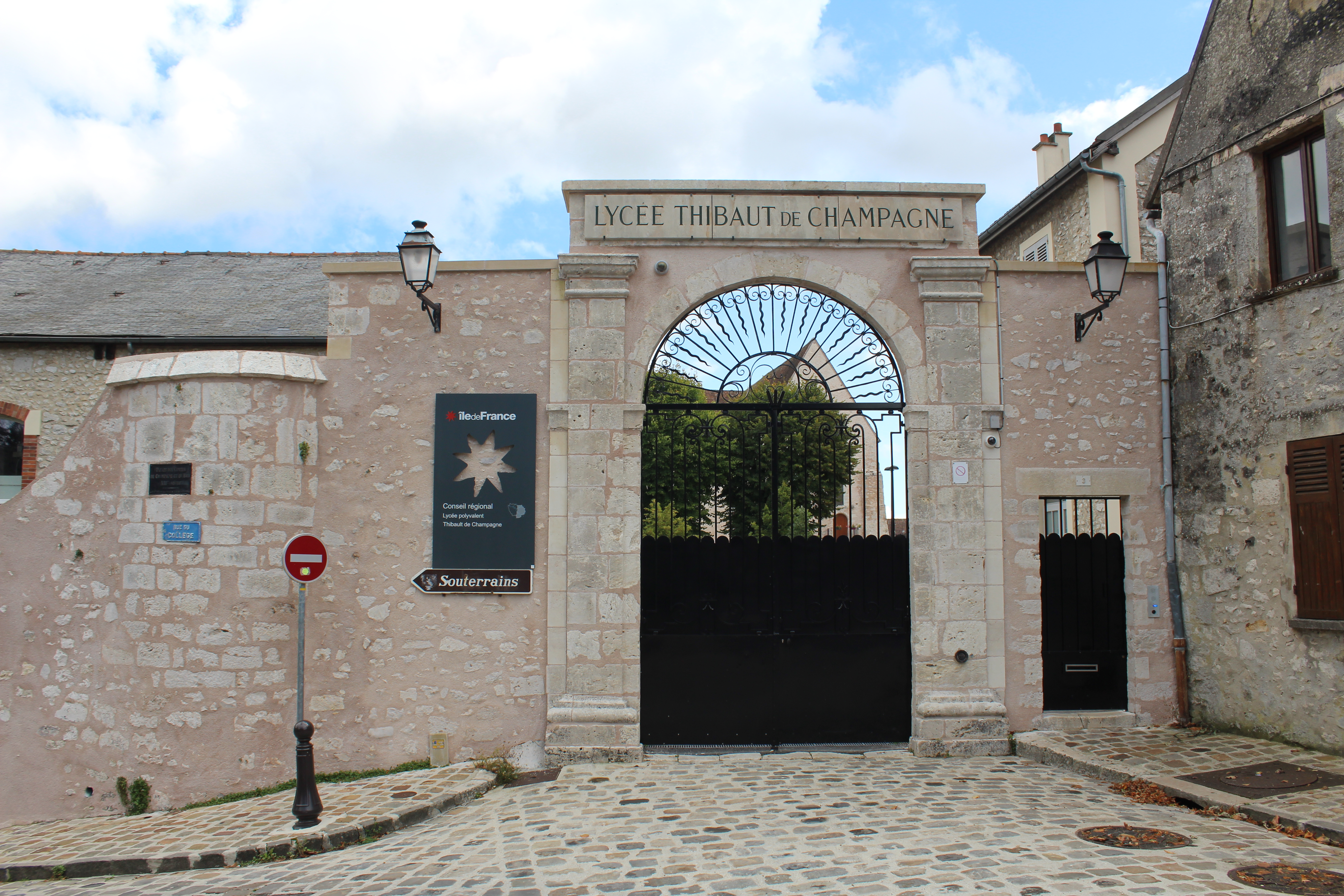
Portail d'entrée.

### La situation actuelle
Le lycée acheva sa phase de rénovation qui dura cinq ans. Il est actuellement dirigé par Mme Betty THORIN, proviseure, accueille tous les ans plus de 1000 élèves. Il comporte à la fois un enseignement général et technologique ainsi qu'une filière professionnelle AGOrA (Assistance à la Gestion des ORganisations et de leurs Activités) et un CAP employés polyvalent de commerce (EPC).

### Les classes
Le lycée Thibaut-de-Champagne compte une trentaine de classes. Il y a 930 élèves dans trente classes pour le second cycle (8 classes en lycée professionnel avec 128 élèves) et deux classes de BTS. En seconde, on dénombre huit classes de même niveau, proposant des enseignements d'exploration tels que les sciences économiques et sociales (SES), principes fondamentaux de l'économie et de la gestion (PFEG), Littérature et Société, les Méthodes et Pratiques Scientifiques MPS, Sciences et Laboratoire ; on trouve en option le grec ancien et le latin. En première et en terminale, il y a chaque fois deux classes scientifiques (filière SVT), deux classes économiques ES deux classes de STMG et une classe littéraire L. Il existe une section européenne (1 h d'anglais en plus par semaine et une heure de SVT en anglais), une option EPS (Athlétisme - Rugby) ouverte à l'ensemble des élèves du lycée. et une Section Sportive Scolaire Football masculine et féminine. En section professionnelle bac AGOrA, il y a 2 classes par niveau et environ 24 élèves par classe, en CAP c'est une classe par niveau pour environ 12 élèves. Une coloration tourisme est proposée aux élèves de bac professionnel et de CAP ainsi qu'une section européenne. Des Périodes de Formation en Milieu Professionnel (PFMP - stages) doivent être effectuées en entreprise afin de valider le diplôme final.

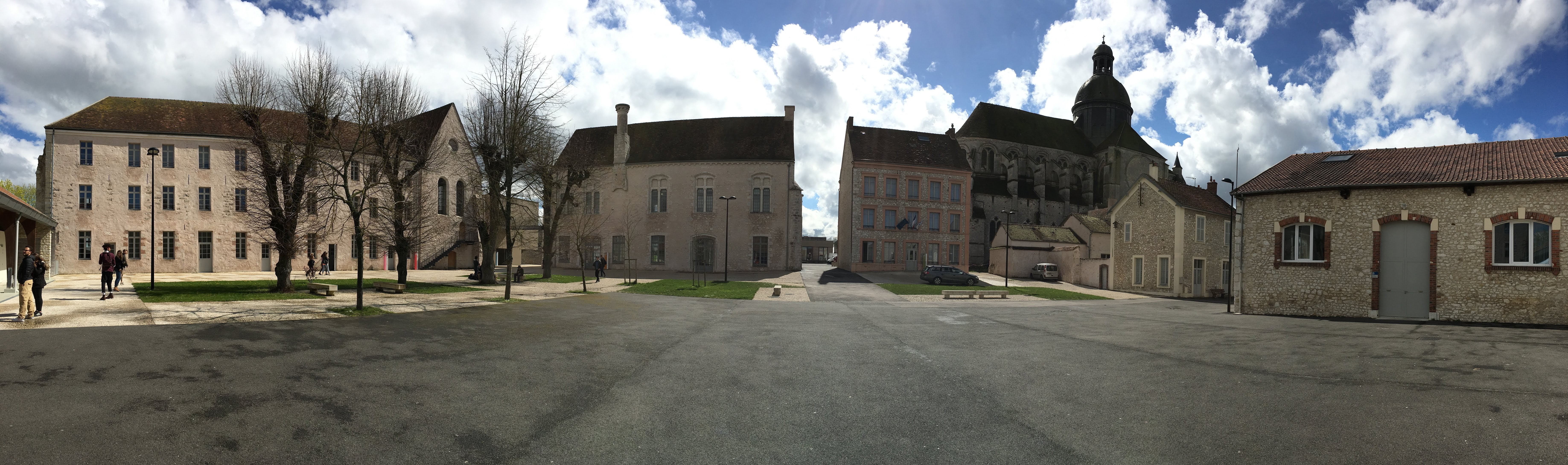
Photo panoramique du lycée Thibaut de Champagne vu de la cour.

### Le Musée des sciences - Jean-Jacques Barbaux

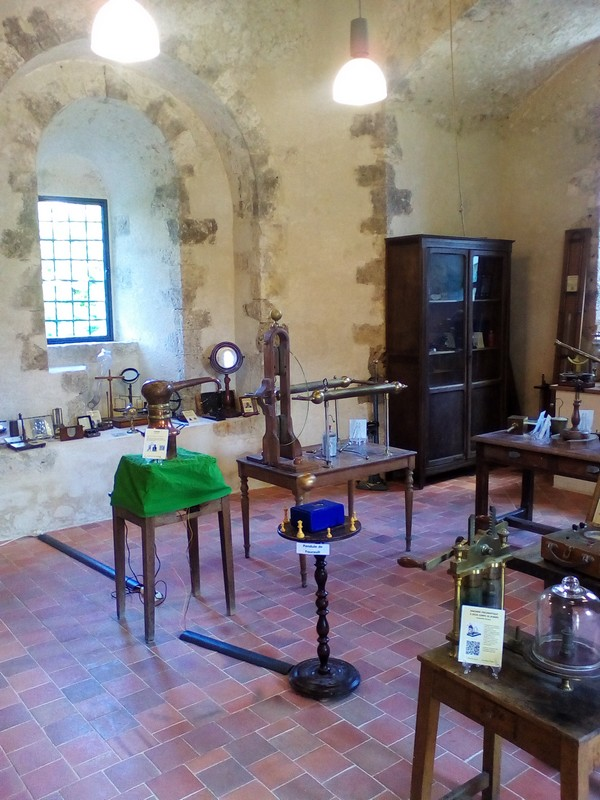
L'entrée du musée des sciences dans la chapelle basse avec son pendule de Foucault.

Un musée scientifique - du nom de l'ancien proviseur qui l'a promu - est installé dans la chapelle Saint-Blaise (chapelle basse palatine) et expose une grande partie des objets scientifiques de valeur accumulés particulièrement au XIXe siècle. Un pendule de Foucault y oscille depuis le 16 mai 2019.

## Classement du Lycée
En 2019, le lycée se classe 22e sur 56 au niveau départemental quant à la qualité d'enseignement, et 675e sur 2326 au niveau national . L'ensemble de ces données statistiques proviennent exclusivement du Ministère de l'éducation nationale et concernent les résultats du Bac de l'année 2018. Ce classement est réalisé selon quatre critères de tri : Total des Valeurs Ajoutées (Valeur Ajoutée sur le taux de succès + Valeur Ajoutée sur le taux d'accès de la seconde au Bac + Valeur ajoutée sur le taux de mentions), taux de réussite au Bac, taux de mentions au bac et effectif. 